# 井ノ口新町
井ノ口新町（いのくちしんまち）は、愛知県岡崎市岩津地区の町名。丁番を持たない単独町名であり、小字は設置されていない。

## 地理
岡崎市の北西部に位置する。

### 番地
| - 1 - 2 - 3 - 4 | - 5 - 6 - 7 - 8 | - 9 - 10 - 12 |

## 世帯数と人口
2019年（令和元年）5月1日現在の世帯数と人口は以下の通りである。
| 町丁       | 世帯数  | 人口  |
| ---------- | ------- | ----- |
| 井ノ口新町 | 227世帯 | 474人 |

### 人口の変遷
国勢調査による人口の推移
| 1995年（平成7年）  | 408人 | [ 6 ]  |  |
| 2000年（平成12年） | 404人 | [ 7 ]  |  |
| 2005年（平成17年） | 467人 | [ 8 ]  |  |
| 2010年（平成22年） | 484人 | [ 9 ]  |  |
| 2015年（平成27年） | 473人 | [ 10 ] |  |

## 小・中学校の学区
市立小・中学校に通う場合、学区は以下の通りとなる。
| 番・番地等 | 小学校               | 中学校           |
| ---------- | -------------------- | ---------------- |
| 全域       | 岡崎市立大樹寺小学校 | 岡崎市立北中学校 |

## 歴史
額田郡井ノ口村の一部を前身とする。

### 沿革
- 1978年（昭和53年）3月21日 - 岡崎都市計画 中部土地区画整理事業 第2工区の換地処分に伴い、井ノ口町・東蔵前町 ・百々町の各一部より井ノ口新町が成立[1]。

## 交通
道路
- 国道248号
- 都市計画道路岡崎環状線[12]

## 施設
- 西尾信用金庫 岡崎北支店
- ヤマナカ アルテ岡崎北店
- フェルナ 井ノ口新町店
- ローソン 岡崎井ノ口新町店
- 吉野家 岡崎北店
- 井ノ口公園

## ギャラリー
- 井ノ口公園
- ヤマナカ アルテ岡崎北店
- 西尾信用金庫 岡崎北支店

## その他

### 日本郵便
- 郵便番号 : 444-2132[4]（集配局：岩津郵便局[13]）。

## 参考資料
- 「角川日本地名大辞典」編纂委員会 編『角川日本地名大辞典 23 愛知県』角川書店、1989年3月8日。ISBN 4-04-001230-5。
- 有限会社平凡社地方資料センター 編『日本歴史地名大系第23巻 愛知県の地名』平凡社、1981年。ISBN 4-582-49023-9。